# Lacrosse als Jocs Olímpics d'Estiu de 1904
Als Jocs Olímpics de 1904, el lacrosse fou un dels esports que es disputà. Només hi participaren tres equips, dos del Canadà i un dels Estats Units. Un dels equips canadencs va ser compost completament per indis Mohawks.

## Resultats
|  | Semifinal                                             | Semifinal                                             | Semifinal |  |  | Final                                        | Final                                        | Final |
|  |                                                       |                                                       |           |  |  |                                              |                                              |       |
|  |                                                       |                                                       |           |  |  | Canadà · Shamrock Lacrosse Team              | Canadà · Shamrock Lacrosse Team              | 8     |
|  | Estats Units · St. Louis Amateur Athletic Association | Estats Units · St. Louis Amateur Athletic Association | 2         |  |  | USA · St. Louis Amateur Athletic Association | USA · St. Louis Amateur Athletic Association | 2     |
|  | Canadà · Mohawk Indians                               | Canadà · Mohawk Indians                               | 0         |  |  |                                              |                                              |       |

## Resum de medalles

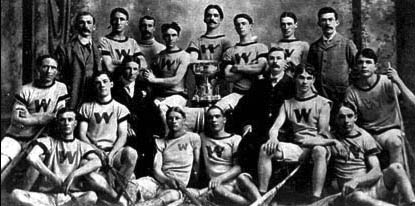
Shamrock Lacrosse Team, equip guanyador de la medalla d'or

| Prova            | Or                            | Argent                                              | Bronze                |
| Lacrosse masculí | Shamrock Lacrosse Team Canadà | St. Louis Amateur Athletic Association Estats Units | Mohawk Indians Canadà |

## Medaller
| Posició | País         | Or | Argent | Bronze | Total |
| 1       | Canadà       | 1  | 0      | 1      | 2     |
| 2       | Estats Units | 0  | 1      | 0      | 1     |

## Participants

### Shamrock Lacrosse Team
- Élie Blanchard
- William Brennaugh
- George Bretz
- William Burns
- George Cattanach
- George Cloutier
- Sandy Cowan
- Jack Flett
- Benjamin Jamieson
- Stuart Laidlaw
- Hilliard Lyle
- Lawrence Pentland

### St. Louis Amateur Athletic Association
- J. W. Dowling
- W. R. Gibson
- Patrick Grogan
- Tom Hunter
- W. A. Murphy
- William Partridge
- George Passmore
- William Passmore
- W. J. Ross
- Jack Sullivan
- Albert Venn
- A. M. Woods

### Mohawk Indians
- Black Hawk
- Black Eagle
- Almighty Voice
- Flat Iron
- Spotted Tail
- Half Moon
- Lightfoot
- Snake Eater
- Red Jacket
- Night Hawk
- Man Afraid Soap
- Rain in Face